# الحوازم الجنوبيين (لمعادنة)
الحوازم الجنوبيين هي إحدى مشيخات المملكة المغربية، تتبع جغرافيا لإقليم خريبكة وإداريًا للمعادنة. يقدر عدد سكانها بـ 1,493 نسمة حسب الإحصاء الرسمي للسكان والسكنى لسنة 2004.